# Alfa Romeo 8C Competizione
Alfa Romeo 8C Competizione er en sportsvogn produceret af Alfa Romeo mellem 2007 og 2010
Bilen blev første gang vist på Frankfurt Motor Show i 2003 som konceptbil. På Pebble Beach Concours d’Elegance i 2005 blev en åben udgave vist. De positive reaktioner fra publikum førte til at Alfa Romeo besluttede at serieproducere bilen, og den produktionsklare udgave blev vist på Paris Motor Show i 2006. Produktionen startede i 2007 og sluttede i 2010 efter 500 producerede eksemplarer.
Teknisk set er modellen baseret på koncernsøsteren Maserati GranTurismo. Motoren er en større udgave af den V8'er som sidder i Maseratien og i Ferrari F430. Motoren er monteret foran, mens den semiautomatiske gearkasse er monteret bagi ved differentialet, en så kaldt transaksel. Dette gør 8C til den første baghjulstrukne Alfa Romeo siden Alfa Romeo Spider udgik i 1993. Karrosseriet, som er tegnet af Alfa Romeos eget designstudie, er lavet af kulfiber.

## Spider
På Geneve Motor Show i 2008 blev den åbne Spider-version introduceret. Bilen vil blive bygget i 500 eksemplarer.